# Kallima neohannoverana
Kallima neohannoverana är en fjärilsart som beskrevs av Hans Fruhstorfer 1913. Kallima neohannoverana ingår i släktet Kallima och familjen praktfjärilar. Inga underarter finns listade i Catalogue of Life.